# Банатские чехи

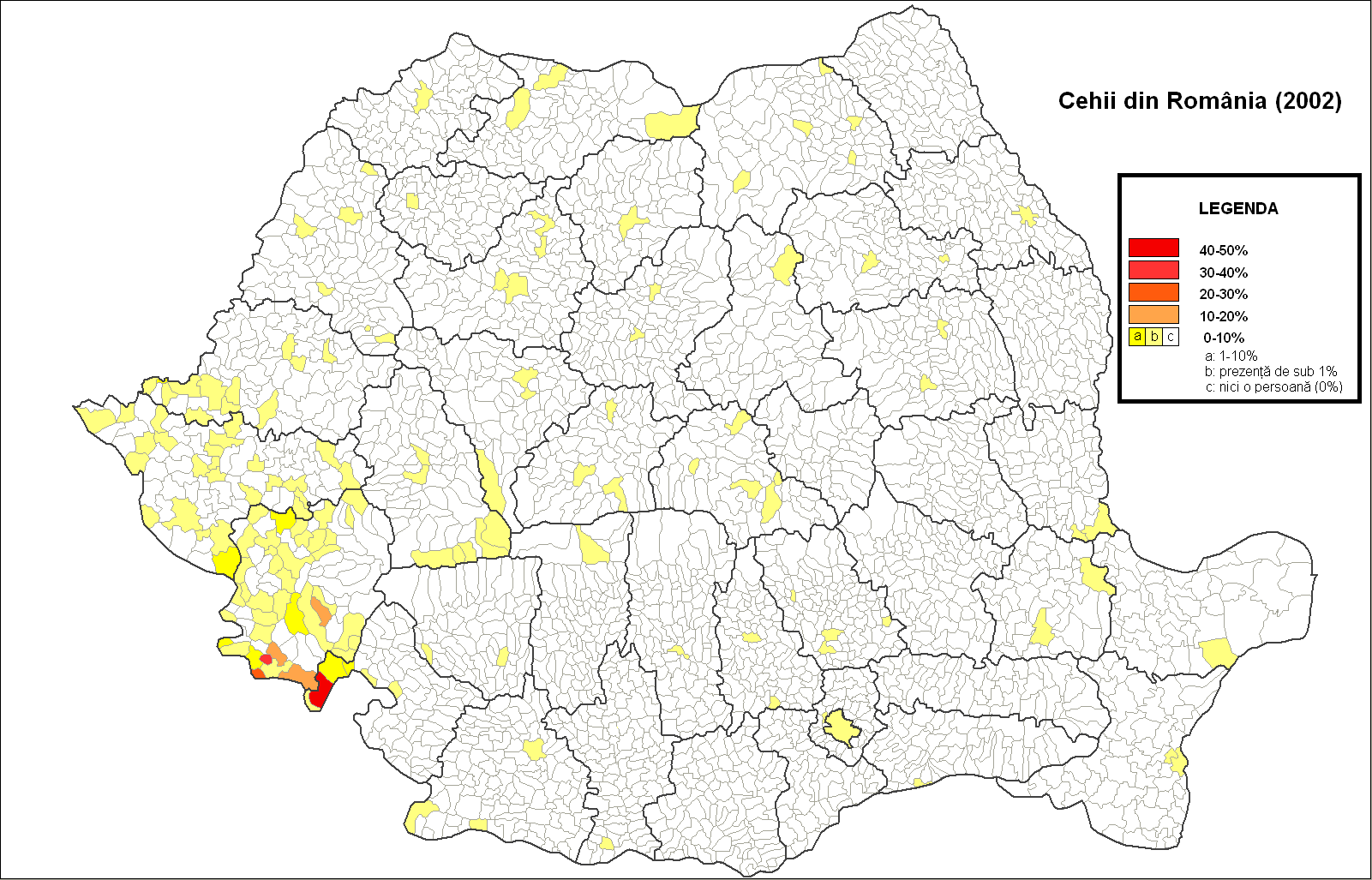
Банатские чехи в Румынии

Банатские чехи (чеш. Pémové) — этническая группа чехов, расселившихся в XIX столетии на территории Баната, потомки которых проживают компактно на территории нынешних Румынии и Сербии.

## История
Первая волна переселенцев из Богемии в Банат, входивший с начале XIX столетия в Австрийскую империю, имела место в 1823—1825 годах. Преимущественно из Средней Чехии крестьяне, в количестве примерно 9 тысяч человек, были привлечены в южный Банат целым рядом привилегий, в том числе освобождением от налогов и многолетней воинской службы. Здесь они основали целый ряд деревень и заняты были в основном на лесных разработках. Второе, более многочисленное число переселенцев прибыло в Банат в 1827—1928 годы; преимущественно это были военные поселенцы, в задачу которых входила охрана близлежащей границы, заселение приграничных территорий в Банатских горах и по течению Дуная у Железных ворот. Основным занятием их было сельское хозяйство, лесопромышленность и позднее — добыча каменного угля в горах. Третья, самая немногочисленная волна переселенцев из Чехии происходила в 1863—1865 годах, после того, как при создании Австро-Венгерского государства Банат отошёл к его венгерской части. Эти новоприбывшие уже не основывали новых поселений, а осели в уже имевшихся чешских сёлах.
В связи с тем, что основанные чешскими общинами поселения находились в отдалённых и подчас труднодоступных районах, культурные влияния соседних народов для банатских чехов были сведены к минимуму, что позволило им сохранить свой язык и культуру, уходящую корнями в чешский быт XIX века. Язык банатских чехов сохранил старинные обороты речи и позаимствовал некоторые выражения из румынского языка.

## Нынешняя ситуация
В настоящее время происходит значительное сокращение чешского населения в регионе. Первая большая волна эмиграции происходила в 1947—1949 годы, затем — после открытия границ с Европой в 1990 году — начинается миграция в первую очередь молодёжи, в том числе обратно, в Чехию. В настоящее время (на 2002 год) в румынском Банате проживает около 4 тысяч чехов, и около 1.700 чехов в соседней Воеводине (сербская часть Баната). В последние годы, наряду с сельским хозяйством, значительную часть доходов местных жителей составляет развитие туризма — в первую очередь из Чешской республики. С Чехией укрепляются и иные связи — так, с 2007 года из поселения Свята Гелена в Банате в Прагу открыт еженедельный автобусный маршрут.
Чешское национальное меньшинство в современной Румынии официально признано и имеет своего представителя в нижней палате румынского парламента (Camera Deputaților).

## Процентная составляющая чешского населения в различных коммунах Румынии (2002 год)
- Дубова, жудец Мехединци — 40,70 %
- Герник, жудец Караш-Северин — 33,46 %
- Коронини, жудец Караш-Северин — 27,36 %
- Берзаска, жудец Караш-Северин — 14,24 %
- Шопоту-Ноу, жудец Караш-Северин — 10,92 %
- Ляпушницел, жудец Караш-Северин — 10,75 %
- Сокол, жудец Караш-Северин — 4,60 %
- Перегу-Маре, жудец Арад — 3,83 %
- Эшельница, жудец Мехединци — 2,31 %
- Оршова, жудец Мехединци — 1,85 %

## Банатские чехи в Сербии
- коммуна Бела Црква — 3,99 %